# Giosuè Calaciura
Giosuè Calaciura (Palermo, 6 de mayo de 1960) es un periodista y escritor italiano.

## Biografía
Hijo del periodista palermitano Anselmo Calaciura y de su esposa, Gracia Cianetti, maestra. Trabajó como periodista en el diario L'Ora de Palermo. Al cierre del diario, en 1992, abrió el restaurante "Los muros del Itria", al que asistían muchos periodistas y escritores de la capital siciliana, entre otros Goffredo Fofi. En 1997 Calaciura escribió la novela Malacarne, publicada al año siguiente por la editorial Baldini & Castoldi. Ese fue el inicio de una carrera literaria que tiene al menos 10 novelas. También en 1998 regresó al periodismo de la mano del diario palermitano Il Mediterraneo.
Para Rai Radio 3, dirige el programa radiofónico Fahrenheit. Desde el año 2000 vive en Roma.

## Reconocimientos
- Premio Rhegium Julii a la Opera Prima 1998: Malacarne (Baldini & Castoldi)
- Premio Campiello 2002: Sgobbo,[7] Baldini&Castoldi (ISBN 978-88-8490-143-9)[8][9][10]

- Premio Volponi 2017: Borgo Vecchio (Sellerio).

- Premio Méditerranée a la mejor novela extranjera 2020: Borgo Vecchio (Sellerio).

## Obras principales
- Malacarne, Baldini&Castoldi, 1998 (ISBN 978-88-8089-671-5)
- Mani di fata nell'insalata, Doramarkus, 1999.
- Sgobbo,  Baldini&Castoldi, 2002 (ISBN 978-88-8490-143-9)
- La figlia perduta. La favola dello slum Bompiani, 2005 (ISBN 978-88-452-5561-8)
- Urbi et Orbi, Baldini&Castoldi, 2006 (ISBN 978-88-8490-910-7)
- Bambini e altri animali, Sellerio Editore 2013 (EAN 9788838931291)[11]
- Storie dalla città eterna, Sellerio Editore, 2015 (ASIN B0188Y0YN2)[12]
- Pantelleria: L'ultima isola, Laterza, 2016 (ASIN B01E98UDZU)[13]
- Storie di Natale, Sellerio Editore, 2016 (ASIN B01ITQT0P2)
- La penitenza, Mincione Edizioni, 2016 (ISBN 978-88-99423-56-8)
- Borgo Vecchio, Sellerio Editore, 2017 (ISBN 978-88-389-3627-2)
- Il tram di Natale, Sellerio editore, 2018.